# A törvénytelen fiú és az ördög
A törvénytelen fiú és az ördög (eredeti cím: The Bastard Son & The Devil Himself) 2022-es brit fantasy drámasorozat, amelyet Joe Barton alkotott, Sally Green Half Bad – Fogság című regénye alapján. A főbb szerepekben Jay Lycurgo, Nadia Parkes, Emilien Vekemans, Isobel Jesper Jones és Karen Connell látható.
Egyesült Királyságban és Magyarországon 2022. október 28-án mutatta be a Netflix.
Egy évad után törölték a sorozatot.

## Ismertető
Nathan Byrne-t élete első 17 évében csendben figyelte a Fairborn Boszorkányok Tanácsa. A Tanács attól tart, hogy a "világ legveszélyesebb vérboszorkányának" törvénytelen fia olyan lesz, mint az apja. Ahogy a vérboszorkányok és a fairborni boszorkányok közötti konfliktus elmérgesedik, Nathan egy modernkori boszorkányüldözés célpontjaként találja magát. Élet-halál harcba kezd, szövetséget köt boszorkánytársaival, Annalise-szal és Gabriellel, miközben útközben önmagáról is tanul.

## Szereplők

### Főszereplők
| Szereplők     | Színész             | Magyar hang     |
| ------------- | ------------------- | --------------- |
| Nathan Byrne  | Jay Lycurgo         | Penke Bence     |
| Nadia Parkes  | Annalise O'Brien    | Ruszkai Szonja  |
| Gabriel       | Emilien Vekemans    | Hajdu Tibor     |
| Jessica Byrne | Isobel Jesper Jones | Hermann Lilla   |
| Ceelia        | Karen Connell       | Molnár Ilona    |
| Soul O'Brien  | Paul Ready          | Welker Gábor    |
| Marcus Edge   | David Gyasi         | Szatmári Attila |
| Esmie         | Kerry Fox           |                 |
| Bjorn         | Fehinti Balogun     | Oroszi Tamás    |

### Magyar változat
- Magyar szöveg: Fülöp Áron
- Hangmérnök: Hollósi Péter
- Vágó: Győrösi Gabriella
- Gyártásvezető: Gémesi Krisztina
- Szinkronrendező: Kemendi Balázs
- Produkciós vezető: Fekete Márk

A szinkront a Direct Dub Studios készítette.

## Epizódok
| Sor. | Év. | Cím                   | Rendező       | Író                          | Premier           |
| ---- | --- | --------------------- | ------------- | ---------------------------- | ----------------- |
| 1.   | 1.  | 1. epizód (Episode 1) | Colm McCarthy | Joe Barton                   | 2022. október 28. |
| 2.   | 2.  | 2. epizód (Episode 2) | Colm McCarthy | Joe Barton                   | 2022. október 28. |
| 3.   | 3.  | 3. epizód (Episode 3) | Colm McCarthy | Joe Barton                   | 2022. október 28. |
| 4.   | 4.  | 4. epizód (Episode 4) | Colm McCarthy | Ryan J. Brown és Joe Barton  | 2022. október 28. |
| 5.   | 5.  | 5. epizód (Episode 5) | Rachna Suri   | Dionne Edwards és Joe Barton | 2022. október 28. |
| 6.   | 6.  | 6. epizód (Episode 6) | Rachna Suri   | Helen Kingston               | 2022. október 28. |
| 7.   | 7.  | 7. epizód (Episode 7) | Debs Paterson | Emer Kenny                   | 2022. október 28. |
| 8.   | 8.  | 8. epizód (Episode 8) | Debs Paterson | Joe Barton                   | 2022. október 28. |

## A sorozat készítése
A népszerű brit fantasy-sorozat első könyvén alapuló játékfilm-adaptáció 2013. április 5-én jelent meg a Fox 2000-nél. A hírek szerint Karen Rosenfelt lesz a gyártásért felelős, de a stúdió nem tett közzé további frissítéseket.
2020. december 13-án a Netflix bejelentette, hogy a trilógián alapuló ifjúsági tévésorozatot készít. Az adaptációt Joe Barton írja és alkotja, aki egyben a showrunner szerepét betölti. Barton mellett Andy Serkis, Jonathan Cavendish és Will Tennant is vezető producer, Serkis saját produkciós cége, az Imaginarium Productions pedig társproducer a sorozatban.

### Forgatás
A forgatása 2021. július 5-én kezdődött és nagy része Londonban zajlott.